# Ancistrocerus tityrus
Ancistrocerus tityrus är en stekelart som beskrevs av Cameron 1908. Ancistrocerus tityrus ingår i släktet murargetingar, och familjen Eumenidae. Inga underarter finns listade i Catalogue of Life.